# Fricativa lateral velar sonora
La fricativa lateral velar sonora es un sonido consonántico muy raro que puede encontrarse en archi, una lengua caucásica del noreste del Daguestán, en la cual es claramente fricativa, aunque más adelantada que las velares en la mayoría de los idiomas, y podría llamarse mejor prevelar. El archi también tiene varias fricativas sordas y eyectivas en el mismo lugar de articulación.
Ocurre como un alófono intervocálico de / ʟ̝̊ / en nii y quizás otras lenguas wahgi de Nueva Guinea.
El IPA no tiene ningún símbolo dedicado para este sonido, pero puede ser transcrito como aproximante lateral velar ⟨ʟ̝⟩.                                    

La fricativa lateral velar es la primera por la derecha

- Datos: Q7939633